# Ambrosiusplatz 3 (Magdeburg)

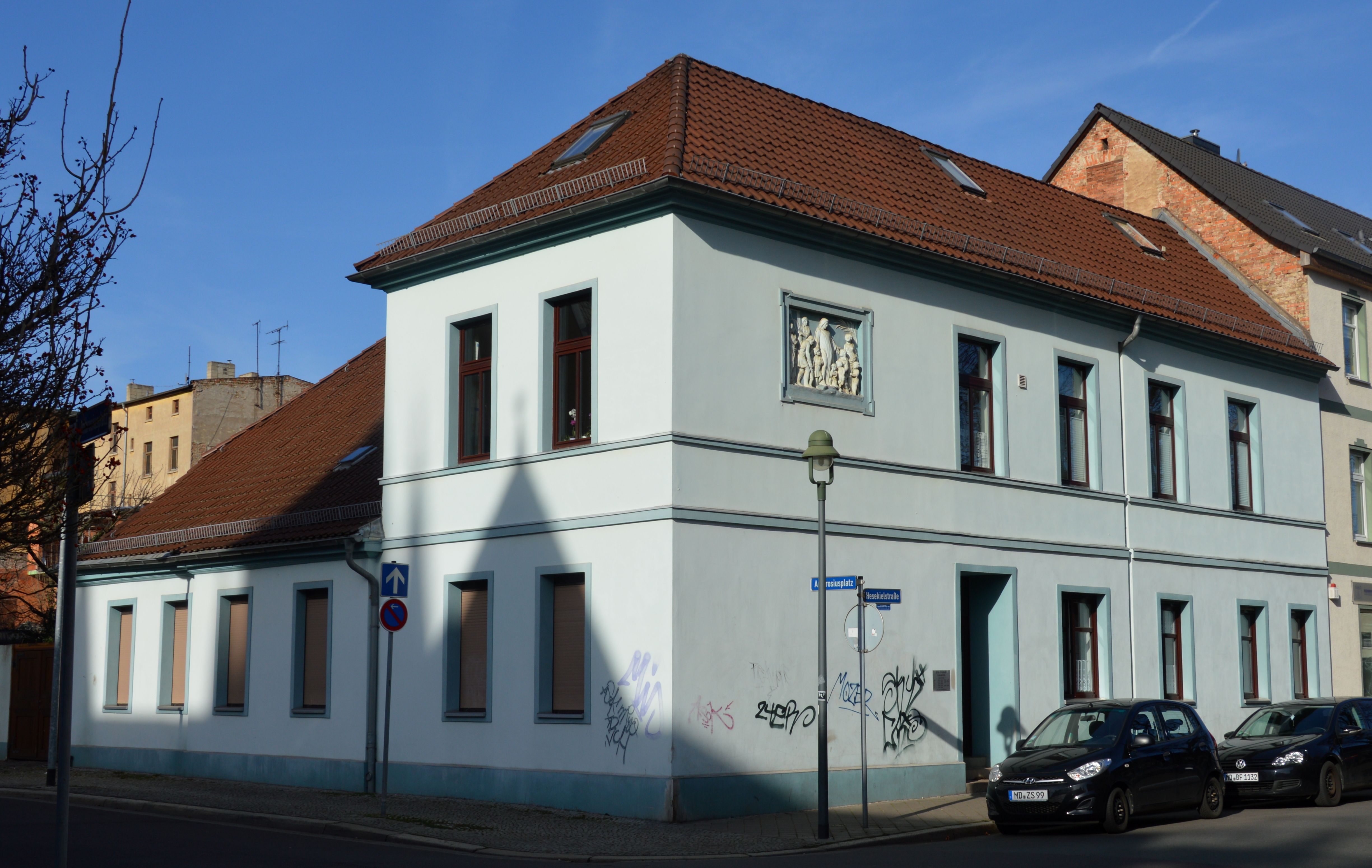
Haus Ambrosiusplatz 3

Das Haus Ambrosiusplatz 3 ist ein denkmalgeschütztes Wohnhaus in Magdeburg in Sachsen-Anhalt.

## Lage
Es befindet sich an der Nordseite des Ambrosiusplatzes in einer Ecklage an der Westseite der Einmündung der Hesekielstraße auf den Platz im Magdeburger Stadtteil Sudenburg.

## Architektur und Geschichte
Der ein bis zweigeschossige Bau entstand etwa in der Zeit zwischen 1820 und 1830. Möglicherweise gab es auf der gegenüberliegenden Seite der Hesekielstraße einen gleichartig gestalteten Bau in spiegelbildlicher Anordnung. Die Gestaltung des schlichten Hauses erfolgte im Stil des Klassizismus. Das Gebäude diente als Pfarrhaus der in der Platzmitte stehenden Sankt-Ambrosius-Kirche. Im Jahr 1887 erfolgte ein Umbau des Hauses, bei dem es im Wesentlichen seine heutige Gestalt erhielt. Dabei wurde auf den eigentlichen Eckflügel das obere Geschoss aufgesetzt. Bedeckt ist das Haus von einem Krüppelwalmdach bzw. Walmdach.
Nachdem die Kirchgemeinde ein anderes Grundstück an der Halberstädter Straße erworben hatte, wurde das alte Pfarrhaus im Jahr 1929 an einen Arzt veräußert.
Im örtlichen Denkmalverzeichnis ist das Wohnhaus unter der Erfassungsnummer 094 81917 als Baudenkmal verzeichnet.
Das Gebäude gilt aufgrund seiner markanten Ecklage als städtebaulich bedeutsam für den Ambrosiusplatz. Darüber hinaus hat es als Haus aus der Gründungszeit der Sudenburg eine stadtgeschichtliche Bedeutung und zeigt auch die ursprüngliche Konzeption der Bebauung des Platzes.